# Melampsora euphorbiae
Melampsora euphorbiae är en svampart som först beskrevs av Ficinus & C. Schub., och fick sitt nu gällande namn av Castagne 1843. Melampsora euphorbiae ingår i släktet Melampsora och familjen Melampsoraceae.   Inga underarter finns listade i Catalogue of Life.